# Diamina
La diamina és una substància orgànica a les molècules de la qual hi ha dos grups de -NH₂ units a un o dos carbonis de radicals d'hidrocarburs. La més senzilla i coneguda és l'etilendiamina, de composició H₂N - CH₂ - CH₂ - NH₂, i que és un líquid d'olor semblant a l'amoníac, i el punt d'ebullició del qual és a 116 °C.
Les diamines vicinals (1,2-diamines) són un motiu estructural en molts compostos biològics i s'utilitzen com a lligands en la química de coordinació.